# De fisco Barcinonensi
De fisco Barcinonensi («Concerniente al fisco Barcelonés») es una carta (epístola) de un grupo de obispos de la provincia de Tarraconensis en el Reino visigodo a los agentes del tesoro en Barcelona. La carta recuerda a los funcionarios la tarifa fija del tributo público y exige que cesen las exacciones superiores a esa cantidad. En los manuscritos, el De fisco se conserva después de las actas del Concilio de Barcelona (540), pero sus firmantes son en su mayoría los de las actas del Concilio de Zaragoza (592). La mayoría de los estudiosos creen que debe ser fechado en relación con este último Concilio. Los obispos se describen como «todos aquellos que contribuyen al fisco de la ciudad de Barcelona», pero el obispo de Barcelona, Ugnas, no firmó. 
La ubicación de la administración fiscal regional en Barcelona quizás explica por qué esa ciudad sobrevivió a la conquista islámica mejor que la capital de la provincia, Tarragona.
De fisco Barcinonensi es una fuente importante de recaudación de impuestos en el período visigodo. Está dirigida a los "contables" (numerarii) cuya tarea era recaudar el impuesto, y que fueron nombrados por un año por el «conde del patrimonio» (comes patrimonii) local —en la época un cierto Escipión— y los obispos (episcopi) La participación de los obispos era, según su carta, «por costumbre» (sicut consuetudo). Esta costumbre había sido formalizada por el III Concilio de Toledo en el 589, que ordenaba la celebración de consejos provinciales anuales de obispos y agentes fiscales (actores fiscalium patrimoniorum) para que estos últimos fueran justos en sus relaciones con el pueblo. Las circunstancias y el tenor de la carta sugieren claramente que el impuesto se recaudaba sobre toda la población pagadora de tasas (predominantemente romana) de la provincia, mientras que el carácter «patrimonial» de la recaudación indica que iba a parar a la tesorería real. Puede ser una reliquia del tercio de tierra, en forma de impuestos sobre la tierra, que fue al rey visigodo en el momento de la conquista, mientras que los dos tercios restantes fueron a sus seguidores.
La tasa de impuestos en Barcelona en la década de 590 era de catorce siliquae (o 7 solidus) por modus operandi de cebada. Es imposible convertir esta tasa en un porcentaje, ya que el valor de un modio no puede ser declarado con precisión, y probablemente representaba una unidad de tierra que podía producir una cierta cantidad de cebada. A menos que el modio fuera mucho mayor que el de épocas anteriores, la tasa de impuestos era comparable a la de los romanos.